# Cut Through

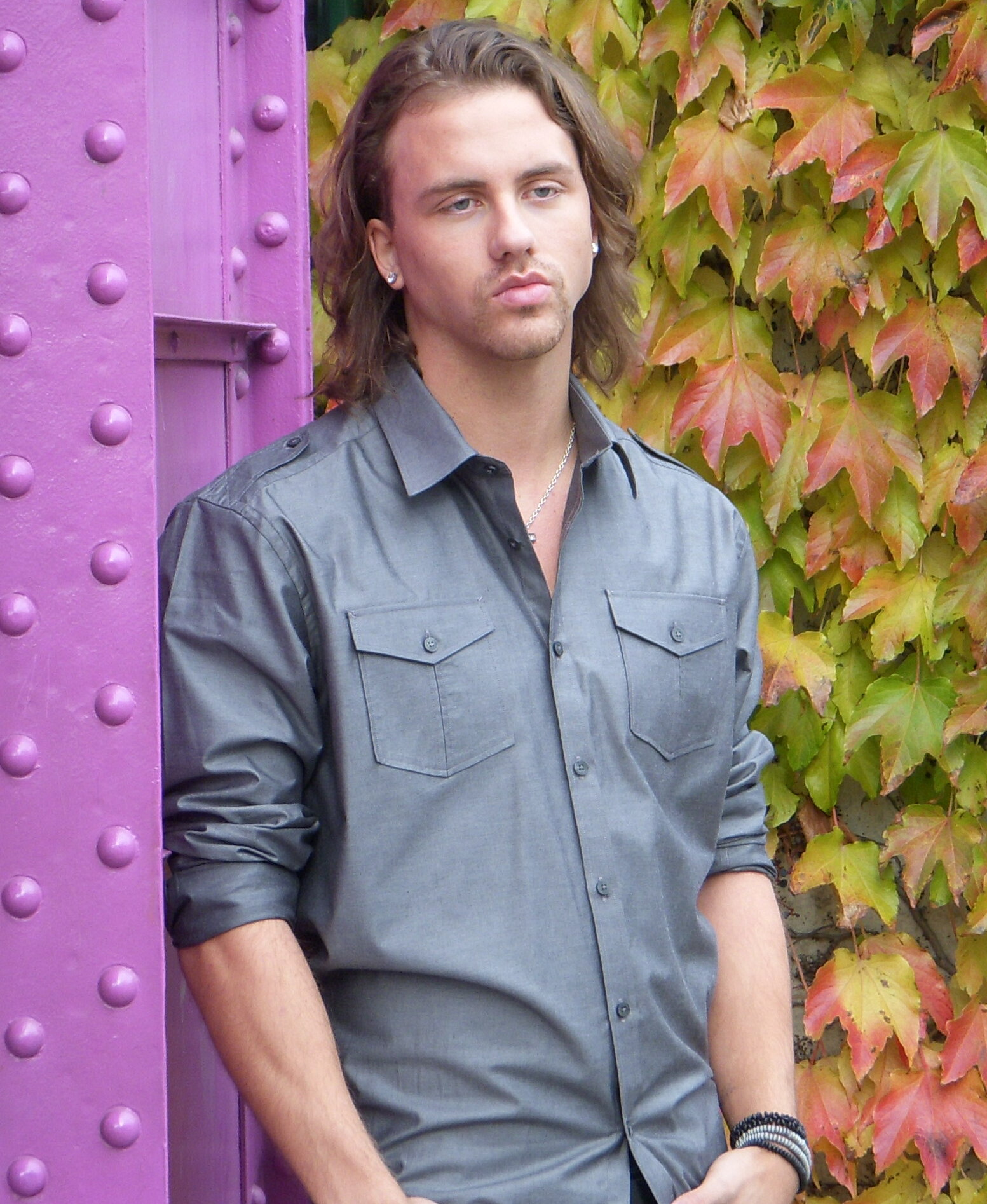
Josef Hedinger - wykonawca singla „Cut Through”

Cut Through – singel amerykańskiego muzyka Josefa Hedingera z gościnnym występem polskiej grupy Sound’n’Grace wyprodukowany m.in. przez wielokrotnego zdobywcę nagrody Grammy, amerykańskiego wokalistę i kompozytora Bruno Marsa. Singiel pojawił się na trzecim studyjnym krążku grupy Sound’n’Grace pt. Początek z 2020 roku. Piosenka była pierwszym singlem, promującym płytę Początek.

## Powstanie utworu i historia wydania
Utwór został napisany i skomponowany przez Josefa Hedingera. Wokal wiodący oraz partie instrumentalne zostały nagrane w Los Angeles w studiu Record Plant. Partie wokalne zespołu Sound’n’Grace zostały zarejestrowane w studiu w Polsce. Producentami wykonawczymi są Bruno Mars i Philip Lawrence. Za mix utworu odpowiada zdobywca Grammy Jean Yves (Jeeve) Ducornet. Do spotkania i współpracy Josefa Hedingera z zespołem Sound’n’Grace nad utworem Cut Through doszło dzięki polskiemu managerowi Markowi Janocie mieszkającemu i pracującemu przez wiele lat w Los Angeles.
Utwór jest balladą z elementami muzyki gospel. Premiera singla miała miejsce 16 maja 2020 roku. 2 czerwca 2020 roku zespół wykonał piosenkę w telewizji po raz pierwszy w programie Pytanie na śniadanie na antenie TVP2 i TVP Polonia. 27 listopada 2020 roku piosenka została wykonana na żywo w programie Dzień dobry TVN na antenie telewizji TVN. W obu przypadkach utwór został wykonany bez udziału Josefa Hedingera.

## Lyric video
Do utworu powstało lyric video, którego twórcą jest Callum Stamp. Klip został umieszczony w dniu premiery singla na serwisie YouTube. Video zostało też wyemitowane w programie Pytanie na śniadanie na antenie TVP2 i TVP Polonia, 2 czerwca 2020 roku.

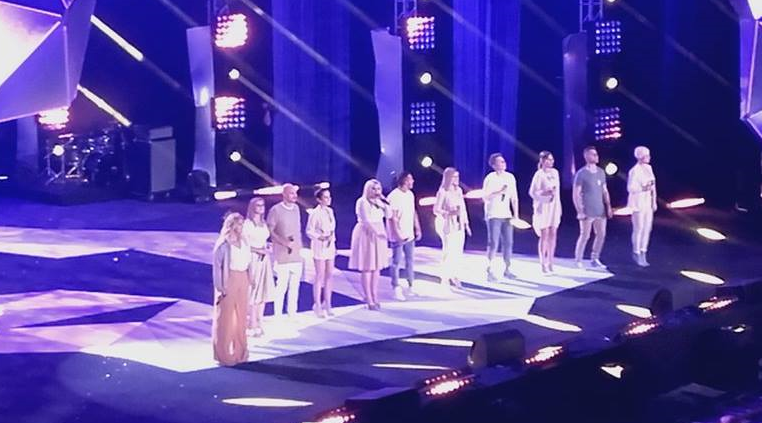
Zespół Sound’n’Grace - wykonawcy gościnni singla „Cut Through”.

## Lista utworów
- Digital download[21]

1. „Cut Through” – 3:17